# 新加坡政治
根据《新加坡宪法》，新加坡是一个类似于英国的单一制、议会民主制（內閣制）国家，自1959年取得自治地位以来，一直由人民行动党执政并以压倒性多数控制着议会，因此被一些人认为该国实际上是一个威权主义或一党制国家。然而由于新加坡国会议员是通过选民投票直选产生的（單一选区及集选区），国内也有多个政党参与选举以及容許有反对党的存在，加上自李显龙出任总理后，反对党相较于从前有更大的空間，容许网上发言及組织，但不容许集会，因此一些人认为新加坡也属于部分民主。2019年《經濟學人》週報表示新加坡的民主指數為第66名，屬於有缺陷的民主國家。

## 国家元首
新加坡的政治体制奉行英国的西敏制，因此总统雖然是国家元首，但是只拥有象征性的权力。在1991年以前，总统由议会任命。1991年宪法修改后，总统由民选产生，任期6年。修正后的宪法也赋予总统更多的权限，包括否决所有可能危及国家安全或种族和谐的政府法案，在总理的推荐下任命内阁官员和部门首长，以及启动腐败调查程序。但是总统在采取这些行动前必须首先咨询总统顾问理事会（Council of Presidential Advisers）的意见。
新加坡历史上的首次总统民主直选于1993年8月28日举行，当选者为王鼎昌。第二任民选任总统塞拉潘·纳丹是于1999年经选举上台的第六任总统。2011年9月1日，陈庆炎博士宣誓为新加坡第七任总统。2017年9月14日，新加坡首任女性总统哈莉马宣誓成为第八任总统
总统顾问理事会是1991年宪法修正案所建立的机构，宪法明确规定，总统在动用任何权力之前必须首先咨询该理事会的意见。该理事会由6名成员组成，其中2名由总统本人任命，2人由总理推荐任命，1名由最高大法官推荐任命，还有一人由主管公务员的公共服务委员会主席推荐任命。现任总统顾问理事会主席沈基文是淡马锡控股的董事，他在总统无法行使元首职责时代理元首行使职责。在总统顾问理事会主席也不能代理元首职责时，由国会议长代理行使。

## 议会

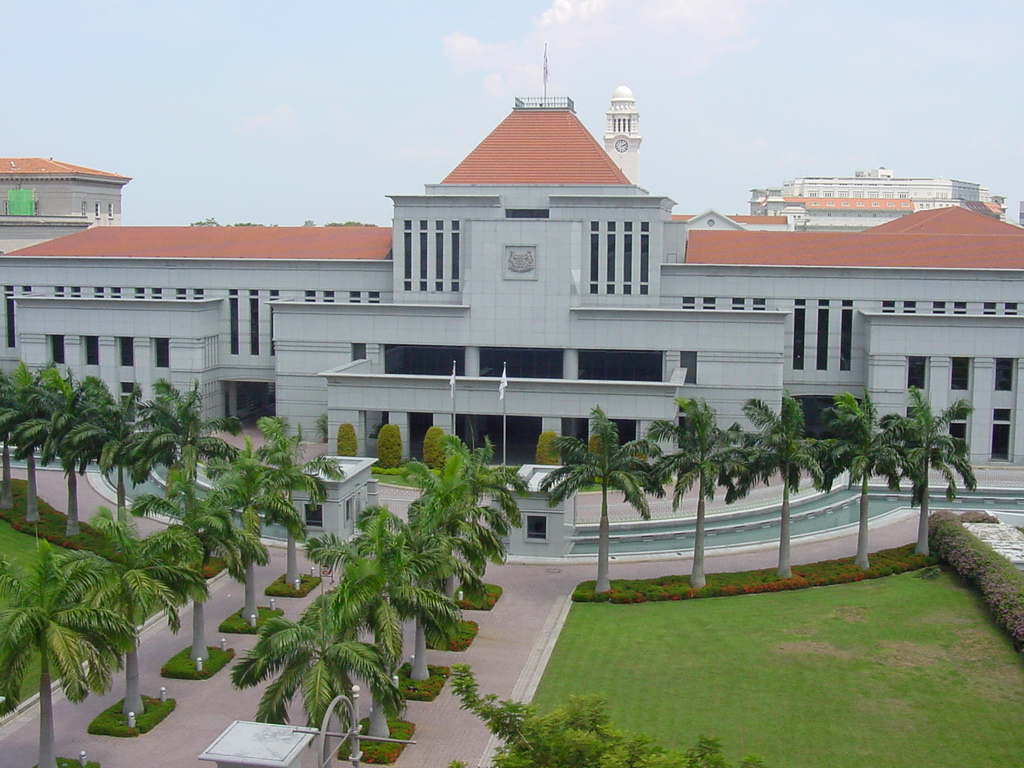
新加坡國會大廈

新加坡拥有一个一院制的议会，其中大多数成员由平均5年一次的民主直接选举产生。新加坡议会与新加坡总统构成了完整的新加坡立法机构。
议会中的多数党党魁将获总统任命为政府总理，然后再由总理推荐内阁部长和部门首长，经总统任命后组成内阁与政府。政府对议会负责，并接受议会的监督与质询。一届议会（以及政府）的任期最长为5年，但是总理可决定提前解散议会，举行大选。大选必须在议会解散后的3个月内举行。
议会议长在议会首次召集开会后选举产生，当总统和总统顾问理事会主席均因故无法行使国家元首职责时，将由议会议长代为行使职责。
现有的议会（於2020年新加坡大選選出）共有101名议员，其中包括89名單一选区及集选区议员（Constituency Member of Parliament）、2名非选区议员（Non-Constituency Member of Parliament）以及9名官委议员（Nominated Member of Parliament）。
由于长期以来人民行动党主宰了议会的絕对多数，1991年修正后的宪法规定，议会内必须有至少9名反对党议员，如反对党议员未达法定人数，必须由政府委任得票最高的反对党议员进入议会。
目前在101名议员中，只有10名反对党议员，其中1人是单一选区议员，另9人则來自集选区。批评者认为人民行动党拥有了议会的绝对主导权，使得权力制衡受到破坏，反对派根本无法发挥监督作用。反對派獲約三至四成的反對票，卻只能獲得高度不成比例的少數國會席次。
新加坡政府宣稱，绝大多数的人民行动党议员都是直选产生，且法律已保障议会中有反对党的声音。但反对派批評新加坡独有的集选区制度讓反对派難以进入议会，且政府在历次选举均会重划集选区，反对派難以胜出。

## 内阁
内阁成员由总理从政府部门首长中选出，内阁由总理负责，通常设有2名副总理。1990年总理李光耀下台后转任国务资政；2004年总理吴作栋下台后转任国务资政，李光耀则转任内阁资政。2009年副总理尚穆根·贾古玛转任国务资政。国务资政与内阁资政，相当于中国大陆的国务委员，出席内阁会议，帮助总理指导部长，参议内政外交等国家事务，影响力犹大。2024年总理李显龙下台，同年亦成为国务资政。新任总理黄循财任命张志贤为国务资政。由于前任总理李显龙是前任新加坡总理李光耀之长子，因此两人同在内阁中工作也引起许多人的批评。2011年新加坡大選後，李光耀和吴作栋退出內閣。
内阁成员同时也是议会议员，其中多名内阁成员兼任多个政府部门的要职。

## 司法
新加坡高等法院与新加坡上诉庭是新加坡司法的最高裁决机构。新加坡高等法院负责对重大刑事或民事案件进行审判，同时也接受判决上诉。高等法院的主审判长（即最高大法官）、资深法官以及6名大法官由总统任命。若高等法院判决不服则可继续要求上诉庭重新考虑。1994年新加坡废除了英国枢密院的最终裁定权，因此新加坡国内案件不再交由位于伦敦的枢密院最终裁定。

## 选举
新加坡實施強制投票。該國國會93名议员是由民选直接产生的，来自于全国各个选区，其中包括17个集选区（Group Representation Constituency，GRC）和14个单选区（Single Member Constituency）。
单一选区议员产生较为方便，采用简单多数制，得票最多的候选人当选，当有多人参选时当选者不必获得过半数的选票。目前议会内有10位反对党议员和2位非選區議員，但是人民行动党的候选人在大多数单一选区中获得超过半数选票当选。
集选区是1988年新设立的选区模式，5至6名候选人必须搭档参选（最初只需要三名候選人），且其中1人必须是少数族裔（马来、印度或亚欧混血族）代表。选民不能选举单一的候选人，而只能选举一组候选人。得票最高的一组候选人当选，共同进入国会。集选区模式是新加坡政治体制中最常遭到批评的一部分，因为这有效地阻挡了更多的反对党议员进入议会（2011年以前的5次选举中，反对党从未在任何一个集选区获得胜利），而且由于人数上的要求，导致在多个集选区中，反对党根本无法推选出足够人数参选，使得人民行动党无对手自动当选（walk-over）；但是人民行动党政府则宣称，此举保证了少数族裔的参政权，让这些族群也可以在议会中拥有自己的代表。
历史上，人民行动党一直在选举中获得压倒性胜利，在第十屆大選（2006年）中人民行动党获得了66.6%的选票。即使是表现最差的时候该党也可获得61%的选票。虽然至今未发现任何选举不公或舞弊行为，反对党依然指责执政党占据了有利优势，通过政策支票来拉拢选民。例如在第九届选举中（2001年），在反对党长期扎根的波东巴西选区，人民行动党就保证选民若该党在此选区获胜将提供免费组屋翻新计划。虽然反对党最终还是保住了该选区的议席，支持率却有明显的下降。
此外，反对党也指责人民行动党经常通过司法手段来阻止具有威胁性的候选人参选。新加坡严格的选举法对参选人的资格做出极大限制，有任何犯罪记录（甚至包括酒醉驾车）的人士或破产者都被禁止参选。此外许多人也因被控诽谤而丢失议席。其中最著名的例子就是1981年新加坡15年以来议会中的第一位反对党议员惹耶勒南（JB Jeyaretnam）被李光耀等11次控告诽谤成立后被要求支付巨额赔款，在延迟1天交付赔款的情况下，被强制勒令破产，从而剥夺了其参加2001年选举的资格。

## 政党

### 人民行动党
人民行动党是新加坡最大的执政党，自1957年以来就一直控制着新加坡的议会。该党于1954年成立，最初是一个左派的社会主义、民族主义政党，以追求最终从英国殖民统治下脱离为目标，其成员即有从英国留学归来的民族主义者（如李光耀），也有受当地华校教育和共产主义思潮影响的极左人士。在1957年举行的首次市议会直选中，新成立的人民行动党就获得了接近半数的议席；1959年立法会选举中则获得压倒性胜利，取得51席中的43席，也从此开始了漫长的执政之路。
1961年该党曾险些丧失议会的控制权：由李光耀领导的党内社会民主主义的反共势力与党内亲中共势力决裂，共产党人脱离行动党另组社会主义阵线，人民行动党一度只以1席优势控制议会。但是在与马来西亚短暂的合并期间，李光耀在得到吉隆坡政府的支持下铁面整肃共产党人，并从1966年起人民行动党就一直占据了议会中的全部席位达15年之久，直到1981年惹耶勒南打破人民行动党的议会垄断。

### 反对党
新加坡的反对党势力一直非常薄弱，早期的反对党势力主要是左派的新加坡工人党和极左的社会主义阵线，但是社阵自1963年新马合并后就一蹶不振，1965年新加坡独立之后也通过法律规定共产党组织为非法组织。社阵到了1990年代并入新加坡工人党。目前新加坡的反对党主要是新加坡前進黨、新加坡民主党和新加坡工人党。過去新加坡民主党一直是新加坡最大的反对党，曾经在议会中拥有三个席位，但於2006年新加坡大選中，該黨於议会中并没有任何议席；而新加坡工人党和新加坡民主联盟则在议会分别拥有2席（其中1人是受委任的非选区议员，即得票率最高的反对党候选人，相當於保障名額）和1席。此外也有一些较小的政党，比如马来民族机构。
在2020年新加坡大選後，政治版圖重新劃分。新加坡工人黨現於阿裕尼集選區、盛港集選區及后港單選區擁有10個議席，雖然不足抗衡行動黨，但已成為最有力的反對勢力。
反对党活动空间一直遭到压缩，例如新加坡的媒体很少报导其活动，甚至在选举期间也受到執政黨各種打壓與威脅。不少反对党的成員都已经离开新加坡，移居澳大利亚或美国。
2019年1月18日，新加坡國會前議員陳清木在臉書宣布籌組新政黨新加坡前進黨（Progress Singapore Party），已向新加坡政府申請成立政黨。2019年7月26日，陳清木召開記者會宣布新加坡前進黨正式成立。該黨在2020年新加坡大選中獲得2席非選區議席，並會與其他政黨合作。

## 外部連結
- 新加坡：假冒憲政的專制王朝 (中文) 作者：曾節明